# Oceana (album)
| Recensione | Giudizio |
| ---------- | -------- |
| AllMusic   |          |

Oceana è il settimo album in studio del tastierista statunitense Derek Sherinian, pubblicato il 5 settembre 2011 dalla Inside Out Music.

## Tracce
1. Five Elements – 4:37 (musica: Derek Sherinian, Simon Phillips)
2. Mercury 7 – 4:29 (musica: Derek Sherinian, Simon Phillips)
3. Mulholland – 5:56 (musica: Derek Sherinian, Simon Phillips)
4. Euphoria – 5:34 (musica: Derek Sherinian, Simon Phillips)
5. Ghost Runner – 4:54 (musica: Derek Sherinian, Steve Stevens)
6. El camino Diablo – 5:06 (musica: Derek Sherinian, Doug Aldrich)
7. I Heard That – 4:53 (musica: Derek Sherinian, Joe Bonamassa, Simon Phillips)
8. Seven Sins – 5:56 (musica: Derek Sherinian, Simon Phillips)
9. Oceana – 5:38 (musica: Derek Sherinian, Steve Stevens, Simon Phillips)

## Formazione
- Derek Sherinian – tastiera
- Tony MacAlpine – chitarra (tracce 1 e 2)
- Jimmy Johnson – basso (eccetto traccia 9)
- Simon Phillips – batteria
- Steve Lukather – chitarra (tracce 3, 4 e 8)
- Steve Stevens – chitarra (tracce 5 e 9)
- Doug Aldrich – chitarra (traccia 6)
- Joe Bonamassa – chitarra (traccia 7)
- Tony Franklin – basso (traccia 9)